# Drácula (película de Tod Browning)
Drácula (Dracula)  es una película de terror gótico sobrenatural estadounidense de 1931 dirigida y coproducida por Tod Browning a partir de un guion escrito por Garrett Fort y protagonizada por Béla Lugosi como Conde Drácula y Dwight Frye como Renfield. Está basada en la obra de teatro homónima de 1924 de Hamilton Deane y John L. Balderston, que a su vez es una adaptación de la novela Drácula de 1897 de Bram Stoker.
Producida y distribuida por Universal Studios, Drácula es la primera adaptación cinematográfica sonora de la novela de Stoker. Se consideró a varios actores para interpretar al personaje principal, pero Lugosi, que anteriormente había desempeñado el papel en Broadway, finalmente consiguió el papel. La película se rodó parcialmente en los sets de Universal Studios Lot en California, los cuales fueron reutilizados por la noche para el rodaje de Drácula, una versión en español de la historia producida simultáneamente también por Universal.
Drácula fue un éxito comercial y de crítica tras su lanzamiento y dio lugar a varias secuelas y spin-offs. Ha tenido una influencia notable en la cultura popular, y la interpretación de Drácula por parte de Lugosi estableció al personaje como un ícono cultural, así como el vampiro arquetípico en obras de ficción posteriores. En 2000, la película fue seleccionada por la Biblioteca del Congreso de los Estados Unidos para su conservación en el Registro Nacional de Películas por ser "cultural, histórica o estéticamente significativa".
La película puede considerarse una precuela de la historia de la novela de Bram Stoker y tiene dos secuelas; las películas La hija de Drácula (1936) y Renfield (2023), que representa los mismos personajes de Drácula y Renfield noventa años después, con Nicolas Cage y Nicholas Hoult insertados respectivamente en lugar de Béla Lugosi y Dwight Frye como el Conde Drácula y Renfield. Tras el éxito de este largometraje, Universal realizó un universo cinematográfico sobre monstruos clásicos, destacando las películas: Frankenstein (1931), La momia (1932), El hombre invisible (1933), La novia de Frankenstein (1935), El hombre lobo (1941), El fantasma de la ópera (1943) y Creature from the Black Lagoon (1954).

## Trama
Un abogado llamado Renfield (Dwight Frye) viaja hasta Transilvania por una cuestión de negocios con el conde Drácula (Béla Lugosi). Los habitantes del pueblo le advierten de que no vaya al castillo de Drácula ya que creen que en el lugar hay vampiros. Sin embargo, Renfield no les hace caso y va al castillo, donde es recibido por el conde. Ambos dialogan acerca del deseo de Drácula de arrendar una residencia en Londres, ciudad a la que viajará el día siguiente. Esa noche, Drácula hipnotiza al abogado y lo ataca.

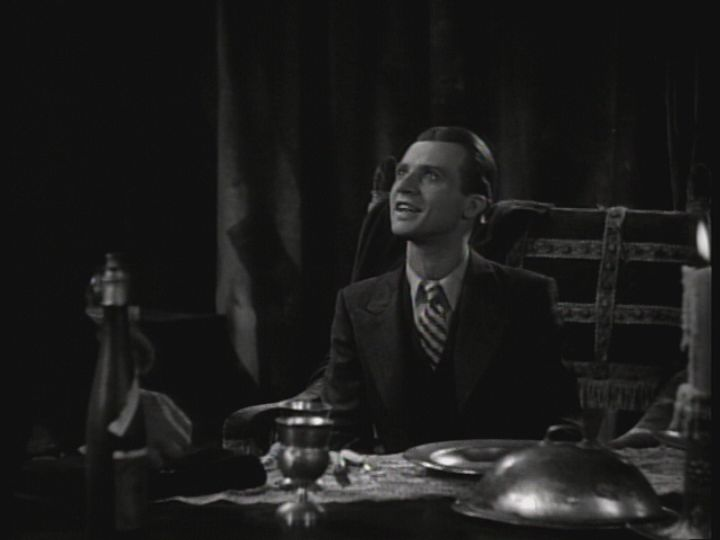
Fotograma del avance de la película: Dwight Frye representando el personaje de Renfield; aquí, en el castillo de Drácula. En la novela, el invitado de Drácula es Jonathan Harker, y Renfield es un interno del manicomio que dirige el doctor Seward.

Renfield, que ahora es un esclavo de Drácula, viaja junto al conde a bordo de la goleta Vesta, rumbo a Inglaterra. Cuando el barco llega a su destino, se descubre que Renfield es la única persona viva en la nave. El hombre es posteriormente enviado al sanatorio del doctor Seward, que se encuentra cerca de la residencia que arrendó Drácula.
Algunas noches más tarde, Drácula se encuentra con el doctor Seward (Herbert Bunston) en un teatro de Londres. Seward le presenta a su hija Mina (Helen Chandler), al prometido de su hija John Harker (David Manners),y a la amiga de la familia Lucy Weston (Frances Dade). Lucy se siente fascinada por el conde Drácula, y esa noche, luego de quedar dormida, Drácula la visita a su habitación convertido en murciélago y bebe su sangre. La joven muere al día siguiente, con dos marcas en su cuello.
Mientras tanto, Renfield es estudiado por el profesor Van Helsing (Edward Van Sloan), quien descubre que el hombre tiene una obsesión con comer moscas y arañas. Van Helsing descubre además que Renfield reacciona negativamente ante una planta que es utilizada para protegerse de los vampiros. Una noche, Mina es visitada en su habitación por Drácula, quien muerde su cuello. Al día siguiente, Drácula vuelve a la casa, donde conoce a Van Helsing. Allí, Van Helsing descubre que el conde no puede reflejarse en los espejos, y deduce que es un vampiro.
Los periódicos de la ciudad reportan la presencia de una misteriosa mujer que ataca a niños durante la noche. Mina reconoce a la mujer como Lucy, quien ha vuelto de la tumba como vampira. Harker intenta convencer a Mina de irse de Londres, pero sin éxito. Posteriormente, Drácula vuelve a hablar con el profesor Van Helsing, y le dice que Mina le pertenece. Van Helsing jura venganza al vampiro y lo espanta con un crucifijo.
Más tarde esa noche, Van Helsing y Harker ven a Renfield, después de haber escapado de su celda, en dirección a la residencia de Drácula. Los hombres lo siguen y ven a Drácula junto a Mina. El conde los descubre, y creyendo que Renfield los llevó hacia su escondite, lo estrangula. Van Helsing y Harker persiguen al vampiro, quien entra a su ataúd ya que está amaneciendo. Van Helsing toma una estaca y la clava en el pecho de Drácula, quien grita de dolor. Con esto, Mina vuelve a la normalidad y es llevada por Harker de vuelta a su casa.

## Reparto
- Béla Lugosi como Conde Drácula
- Dwight Frye como Renfield
- Helen Chandler como Mina
- David Manners como John Harker
- Edward Van Sloan como Van Helsing
- Herbert Bunston como Dr. Seward
- Frances Dade como  Lucy

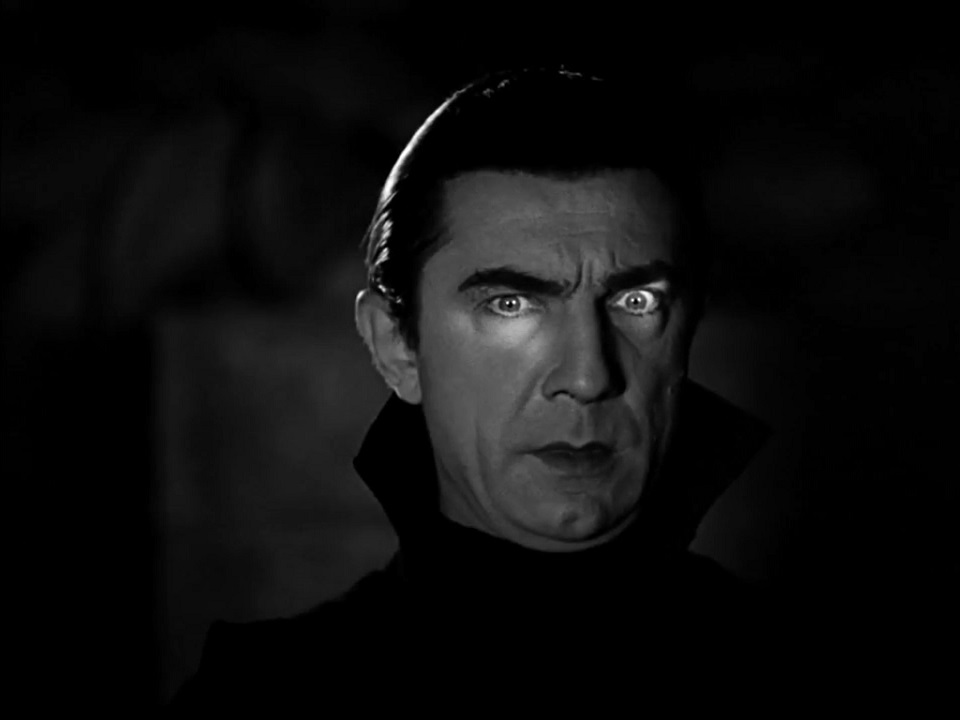
Béla Lugosi en la película.

- Joan Standing como Enfermera Briggs
- Charles K. Gerrard como Martin

Las siguientes personas aparecen en papeles no acreditados: el director y coproductor Tod Browning como la voz fuera de pantalla del capitán del puerto; Carla Laemmle, que aparece al comienzo de la película como una mujer en el carruaje que transporta a Renfield; y Geraldine Dvorak, Cornelia Thaw y Dorothy Tree como las novias de Drácula.

## Producción

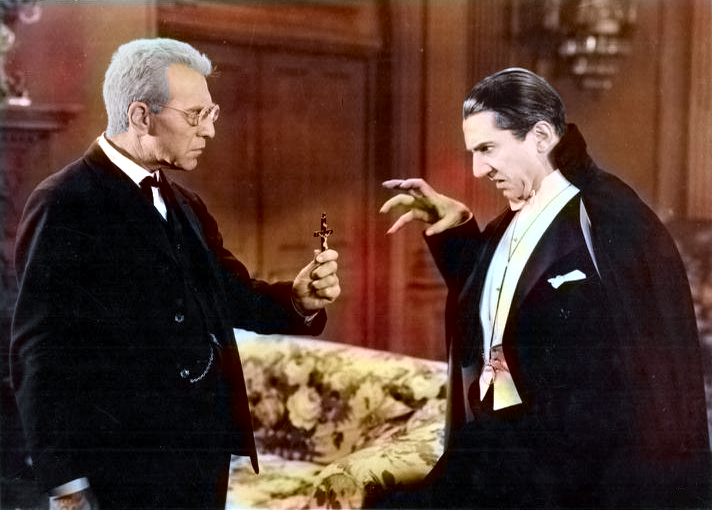
Edward Van Sloan y Béla Lugosi.

En 1922, el cineasta alemán Friedrich Wilhelm Murnau estrenó la película Nosferatu, el vampiro, basada en la novela Drácula del escritor irlandés Bram Stoker. Dado que la adaptación fue realizada sin obtener los permisos respectivos, la viuda de Stoker, Florence, inició acciones legales por infracción de los derechos de autor, juicio que finalmente ganó. Tiempo después, Florence Stoker permitió que los dramaturgos Hamilton Deane y John L. Balderston adaptaran la novela en una obra de teatro, la que fue estrenada en 1924 en Inglaterra. Los derechos de la obra fueron posteriormente vendidos a John Balderston, quien estrenó una versión estadounidense en 1927, en el Teatro Fulton en Nueva York. En aquella versión, el rol de Drácula fue interpretado por el actor húngaro Béla Lugosi.
En 1930, los derechos de la novela y la obra de teatro fueron adquiridos por el estudio Universal Pictures. El productor Carl Laemmle, Jr. escogió al director Tod Browning para que se hiciera cargo de la adaptación cinematográfica. Browning había trabajado anteriormente en otras cintas del estudio, como The Unholy Three (1925), The Unknown (1927) y London After Midnight (1927). La primera opción de los productores para interpretar el papel de Drácula recayó en el actor Lon Chaney, quien tenía una larga trayectoria con Universal. Sin embargo, su fallecimiento los obligó a buscar otra opción. El actor escogido fue Béla Lugosi, quien repitió su papel de la versión teatral. El rodaje de la película duró entre el 29 de septiembre y el 15 de noviembre de 1930, y algunas escenas debieron ser rodadas nuevamente, lo que se llevó a cabo entre el 13 de diciembre de 1930 y el 2 de enero de 1931.
El estudio eliminó quince minutos de la película.

## Recepción
El año 2000, la Biblioteca del Congreso de Estados Unidos la escogió junto a otras cintas para formar parte del National Film Registry, un archivo cinematográfico que se dedica a conservar películas "cultural, histórica o estéticamente significativas". En 2004, el periódico The New York Times la incluyó entre "las 1.000 mejores películas jamás creadas". La Chicago Film Critics Association, por su parte, la ubicó en el puesto número 41 de "las películas más aterradoras".